# Konvencionalno bojevanje
Konvencionalno bojevanje je oblika bojevanja v katerem se uporablja konvencionalna orožja in taktike. Poteka med vojskama dveh ali več držav. Zanj je značilen odprt spopad. Sile na obeh straneh so jasno definirane in uporabljajo konvencionalno orožje, ne pa tudi jedrskega, kemičnega ali biološkega orožja.
Glavni namen konvencionalnega bojevanja je uničenje ali oslabitev nasprotnikovih vojaških sil.